# Vizcondado de la Armería
El vizcondado de la Armería es un título nobiliario español, de Navarra, de carácter perpetuo y hereditario.
Fue creado como vizcondado previo por el rey Carlos II de España en favor de José de Aldaz y Aguirre, Fadués y Narváez, noble del reino de Navarra, mediante real decreto del 9 de marzo de 1694. Once años después, el concesionario fue creado marqués de Monte Real mediante real carta de Felipe V despachada el 26 de mayo de 1705, por la que este rey perpetuaba el título de vizconde de la Armería, disponiendo que no fuese cancelado y declarándolo hereditario.
El primer vizconde y marqués fue dos veces casado, pero no tuvo descendencia. Y careciendo también de parientes propincuos, en su testamento de 1726 designó por sucesora en ambos títulos y en el mayorazgo que poseía a María Josefa de Samaniego, su segunda mujer, que le sobrevivió muchos años y fue II marquesa de Monte Real y II vizcondesa de la Armería. Esta señora volvió a casar con el III marqués de Andía, pero tampoco de esta unión tuvo prole, por lo que después de sus días la casa recayó en su hermano Pedro de Samaniego Montemayor y Córdoba, señor de Ximén Ramírez, asistente de Sevilla, consejero de Castilla y de la Suprema. Desde entonces, ambos títulos se han sucedido en la descendencia de este señor, sin parentesco de consanguinidad con el concesionario.
En 1828, cuando se convocaron las últimas Cortes de Navarra, era V marqués de Monte Real y VIII vizconde de la Armería Joaquín Antonio de Samaniego y Urbina, quien como poseedor de dos títulos nobiliarios de este reino gozaba de doble derecho de llamamiento y asiento en cortes por el Brazo Militar.
Aunque este vizcondado no era propiamente un «título de primogénitos», sino de sucesión regular, los marqueses de Monte Real solían cederlo en vida a su inmediato sucesor, como título de espera. Tras la Desvinculación, se sucedió en una línea menor de la casa (separándose del marquesado de Monte Real, que siguió en la primogénita). En el siglo XX recayó en los Álvarez de Toledo, marqueses de Villanueva de Valdueza, y desde entonces lo suelen ostentar los primogénitos de esta casa marquesal.

## Las Reales Armerías de Orbaiceta y Olaverri

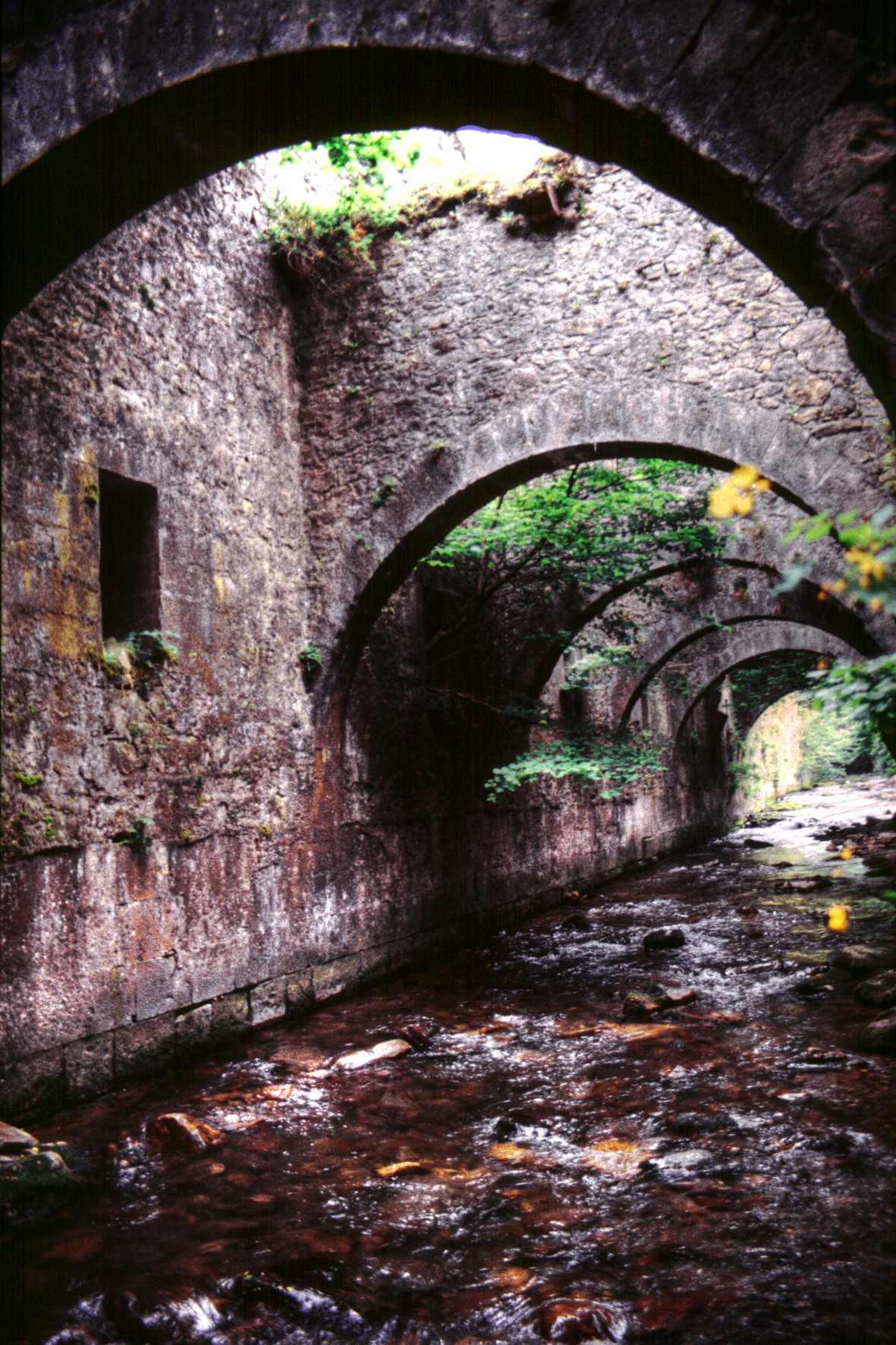
Ruinas de la Real Fábrica de Armas de Orbaiceta. El conjunto histórico fue declarado Bien de Interés Cultural el 15 de julio de 2008, y está incluido en la Lista roja de patrimonio en peligro elaborada por la asociación Hispania Nostra.

La denominación de la Armería aludía al privilegio de fabricación de armas de que gozaba en Navarra el primer vizconde, por concesión hecha a sus antepasados Aguirres antes de la anexión de dicho reino a la Monarquía Católica. En virtud de este privilegio, José de Aldaz poseía dos fábricas que operaban con el título de Reales desde tiempos del Emperador: la de Armas de Orbaiceta, en el valle de Aézcoa, y la de Municiones de Olaverri, en el valle de Erro, a las que eran anejas varias ferrerías y otros ingenios, todo en la merindad de Sangüesa. En 1767 la empresa fue vendida a la Corona por el III marqués de Monte Real, Pedro de Samaniego Montemayor y Córdoba.
La denominación de Monte Real aludía a una explotación forestal llamada también Legua Acotada y situada en los montes de Eugui, cuyo aprovechamiento fue cedido en 1496 a Martín de Aguirre, para suministrar de madera y leña a la ferrería que poseía en dicho concejo del valle de Esteríbar. La primitiva fábrica de Eugui quedó destruida en 1538 y fue de nuevo edificada aguas arriba del río Arga en el paraje de Olaverri, junto a la muga meridional del Monte Alduide o Quinto Real, en el valle de Erro, donde la Real Fábrica de Municiones siguió funcionando hasta que fue arrasada por los franceses durante la Guerra del Rosellón.

## Lista de titulares
|                                                | Titular                                        | Periodo                                        |
| Vizcondes de la Armería Creación por Carlos II | Vizcondes de la Armería Creación por Carlos II | Vizcondes de la Armería Creación por Carlos II |
| ---------------------------------------------- | ---------------------------------------------- | ---------------------------------------------- |
| I                                              | José de Aldaz y Aguirre                        | 1694-1729                                      |
| II                                             | María Josefa de Samaniego y Flores de Septién  | 1730-c.1740                                    |
| III                                            | Pedro de Samaniego Montemayor y Córdoba        | c.1740-1767                                    |
| IV                                             | Manuel de Samaniego y Pizarro                  | 1767-1785                                      |
| V                                              | Matías de Samaniego y Pizarro                  | 1785-1793                                      |
| VI                                             | María Donata de Samaniego y Pizarro            | 1793-1799                                      |
| VII                                            | Juana Regis de Armendáriz y Samaniego          | 1799-1819                                      |
| VIII                                           | Joaquín Antonio de Samaniego y Urbina          | 1819-1844                                      |
| IX                                             | Manuel de Samaniego y Asprer                   | 1844-1853                                      |
| X                                              | Honorio de Samaniego y Pando                   | 1856-1917                                      |
| XI                                             | Mariano Álvarez de Toledo y Cabeza de Vaca     | 1920-1936                                      |
| XII                                            | Alonso Álvarez de Toledo y Cabeza de Vaca      | 1945-1963                                      |
| XIII                                           | Alonso Álvarez de Toledo y Urquijo             | 1963-2000                                      |
| XIV                                            | Fadrique Álvarez de Toledo y Argüelles         | 2000-hoy                                       |

## Historia genealógica
El concesionario fue

• José de Aldaz y Aguirre († 1729), primer vizconde de la Armería desde 1694 y primer marqués de Monte Real desde 1705. Natural de Pamplona, fue hijo de Miguel de Aldaz y Aguirre, de quien heredó las Reales Armerías, y de Antonia Fadués y Narváez, su mujer.

Casó sucesivamente con Luisa Guillén del Castillo Sotomayor y Madrid y con María Josefa de Samaniego y Flores de Septién, pero no tuvo descendencia de ninguna.

Otorgó testamento en Madrid el 29 de septiembre de 1726 a fe de Bernardino de Bringas, dejando por heredera universal a su segunda mujer, que sigue, a quien designaba por sucesora en ambos títulos nobiliarios y en el privilegio de fabricación de armas, con los ingenios y montes que le eran anejos. Y falleció en la villa y corte, colación de San Martín, el 31 de diciembre de 1729.

II vizcondesa

En 1730 sucedió su viuda:

• María Josefa de Samaniego y Flores de Septién (c.1705-1764), II marquesa de Monte Real y II vizcondesa de la Armería, que falleció en Madrid, San Martín, el 8 de enero de 1764, habiendo testado el 12 de noviembre de 1736 ante Bernardino de Bringas.

Era hija de Pablo Agustín de Samaniego Montemayor y Córdoba, señor de Ximén Ramírez, caballero de Santiago (1688) y gentilhombre de boca de S.M., y de Francisca Flores de Septién y Ribera, su mujer, naturales de Madrid, y nieta de Agustín de Samaniego y Pacheco, caballero de Santiago (1662), natural de Masueco y oriundo de Estella, y de Mariana de Montemayor y Cetina, nacida en Cuenca, de los señores de Ximén Ramírez. Sus antepasados los Montemayor, señores de Ximén Ramírez y de la villa de los Otores, regidores perpetuos de la ciudad de Cuenca, tenían varonía Córdoba: fueron una línea menor de los Fernández de Córdoba Montemayor, señores de Alcaudete y de Montemayor.

Esta señora casó dos veces: la primera en 1726 con el primer vizconde y marqués, ya citado, de quien hubo los títulos y mayorazgo. Y contrajo segundas nupcias en Madrid, San Martín, el 27 de mayo de 1732, con Juan Francisco Remírez de Baquedano y Raja, III marqués de Andía, señor del palacio y montes de Urbasa y del de San Martín de Améscoa, todo en la merindad de Estella y reino de Navarra, caballero de Calatrava (1711), mayordomo de palacio y primer caballerizo de la princesa de Asturias. Este matrimonio fue también infecundo, y la marquesa —por su citado testamento— legó a su segundo marido el usufructo vitalicio del mayorazgo de Monte Real. El marqués de Andía entró a gozar de las rentas al quedar viudo en 1764, pero solo la sobrevivió dos años. Había estado antes casado con María Teresa de Zúñiga y Molina, marquesa de la Rivera de Tajuña, con quien tuvo descendencia en que siguieron estos marquesados, recayendo en los duques de Rivas. Él era natural de Rípodas en la merindad de Sangüesa, fue bautizado allí el 24 de junio de 1700, falleció en el Real Sitio de San Ildefonso el 9 de septiembre de 1766 y recibió sepultura en el convento de Nuestra Señora del Rosario de Madrid. El 3 de octubre de 1761 había otorgado testamento cerrado en Madrid, que custodiaba el escribano José Rubio de Bérriz y fue abierto el 17 de septiembre de 1766 ante Agustín de Beleña y Acosta. Sus padres fueron Fernando Remírez de Baquedano y Eulate, caballero de Calatrava, teniente general de la Caballería del reino de Navarra (hermano del II marqués de Andía e hijo del primero) y Josefa de Raja Murugarren y Liédena, su mujer, señora del palacio cabo de armería de Rípodas.

III vizconde

Hacia 1740 sucedió por cesión su hermano

• Pedro de Samaniego Montemayor y Córdoba (1704-1787), III vizconde de la Armería, señor de Ximén Ramírez, que en 1764 sucedió también como III marqués de Monte Real. Natural de Madrid, fue bautizado en San Martín el 30 de junio de 1704. Fue colegial del Mayor de Oviedo en Salamanca, de donde salió en 1735 oidor de la Coruña. Después fue fiscal en Valladolid, alcalde de Casa y Corte, corregidor y visitador general de Vizcaya, ministro de toga de los Reales Consejos de Hacienda, Castilla y la Suprema, miembro de la Junta de Comercio, Moneda y Minas, asistente de Sevilla, superintendente de rentas reales de esta provincia, maestre de campo general de sus Milicias, intendente general de los Ejércitos de Andalucía y presidente del Honrado Concejo de la Mesta. Ya jubilado, se retiró al convento de San Hermenegildo de Madrid, donde tuvo dos hermanos carmelitas descalzos, y allí expiró el 9 de junio de 1787, habiendo testado en la villa y corte el 30 de diciembre de 1767 ante el escribano Manuel Gómez Guerrero.

En 1764 heredó de su hermana, con el título de marqués, el dominio directo del mayorazgo de Monte Real. Y dos años después reunió el pleno dominio del mismo al fallecer su cuñado el marqués de Andía, que gozaba del usufructo vitalicio como viudo de Josefa. A raíz de ello, en 1767 vendió a la Real Hacienda dicho mayorazgo, al que estaban vinculados el privilegio de fabricación de armas en el reino de Navarra y las Reales Armerías de Orbaiceta y Olaverri con todas sus pertenencias (varias ferrerías, minas y otros ingenios, el monte que daba nombre al marquesado, en el valle de Esteríbar, otros bosques y derechos de leñas, etc.)

Casó en Zamora, San Juan, el 15 de mayo de 1740, con Juana Antonia Pizarro y Trejo, que nació en esta ciudad en 1717 y falleció el 26 de noviembre de 1757 en Sevilla, durante la asistencia de su marido. Había otorgado poder para testar el 25 de noviembre de 1757 en los Reales Alcázares de Sevilla ante Carlos de Silva, en cuya virtud se hizo su testamento póstumo el 4 de febrero de 1758, ante el mismo escribano. Era prima carnal del primer conde de Casa Trejo, cuyo título recaería en su descendencia. Hija de Juan Manuel Pizarro y Cabeza de Vaca, señor de Macada del Hoyo, del Consejo de S.M. y su diputado de Millones en el de Hacienda, natural y regidor perpetuo de Zamora, y de Francisca Rosa de Trejo Cárdenas Bracamonte y Mieres, su mujer, nacida en Cazurra. Fueron sus hijos:
1. Manuel de Samaniego y Pizarro, que sigue,
2. María Donata de Samaniego y Pizarro, que seguirá como VI vizcondesa,
3. Matías de Samaniego y Pizarro, que seguirá como V vizconde,
4. y Atilana de Samaniego y Pizarro, nacida en 1746, comendadora de Santiago en el convento de Sancti Spiritus de Salamanca. Falleció el 9 de abril de 1787 en el convento de Madrid, donde residía temporalmente, y fue sepultada en el mismo.

IV vizconde

En 1767 sucedió por cesión su hijo primogénito

• Manuel de Samaniego y Pizarro (1742-1799), IV vizconde de la Armería y después IV marqués de Monte Real, gentilhombre de Cámara de S.M. y subteniente del Regimiento de África. Natural de Valladolid, fue bautizado en la Magdalena el 3 de enero de 1742; finó en Madrid, feligresía de Santiago, el 30 de noviembre de 1799, y fue enterrado como su padre en el Carmen Descalzo.

Casó en León, parroquia de San Martín, el 16 de octubre de 1760, con María del Pilar Fausta de Sámano Urbina y Velandia (1741-1783), VI marquesa de Caracena del Valle, VIII de Villabenázar y III de Valverde de la Sierra, que fue bautizada en dicha iglesia el 21 de octubre de 1741 y murió el 3 de julio de 1783 en Castillejo del Romeral, aldea de la ciudad de Huete. Hija de Antonio Alejandro de Sámano Urbina y Tebes, V marqués de Villabenázar y V de Caracena del Valle, señor de las villas de Cidamón (en litigio), Comunión y Bergüenda, castellano de Laguardia, regidor perpetuo de León, natural de Santo Domingo de la Calzada, y de María Antonia de Velandia y Araciel, a quien premurió, VI marquesa de Tejada de San Llorente, natural de Medina del Campo.

Procrearon tres hijos:
1. Manuel de Samaniego y Urbina, nacido en Madrid el último día de 1761, que fue bautizado en la parroquial de Santiago el 3 de enero de 1762 y falleció de tierna edad el 10 de agosto de 1764.
2. Joaquina de Samaniego y Urbina, bautizada en la misma iglesia el 3 de marzo de 1765 y que premurió a su padre entre 1783 y 1799.
3. Y Joaquín Félix Antonio de Samaniego y Urbina, único supérstite, que seguirá más abajo como VIII vizconde.

V vizconde

En 1785 sucedió por cesión su hermano

• Matías de Samaniego y Pizarro (1745-1793), V vizconde de la Armería, que murió sin descendencia.

VI vizcondesa

En 1793 sucedió su hermana

• María Donata de Samaniego y Pizarro (1742-1799), VI vizcondesa de la Armería, dama de honor de la reina María Luisa de Parma y de su Orden de Damas Nobles, natural de Valladolid, que fue bautizada en la Magdalena el 13 de diciembre de 1742 y murió en Madrid el 2 de octubre de 1799, siendo enterrada en San Pedro el Real.

Casó dos veces: la primera en Madrid, San Martín, el 27 de abril de 1763, con Juan Esteban de Armendáriz y Monreal (1716-1784), II marqués de Castelfuerte, coronel de Caballería, gentilhombre de Cámara de S.M., señor del palacio cabo de armería y lugar de Ezcay en el valle de Lónguida y merindad de Sangüesa. Estaba viudo este señor de María Manuela de Acedo y Ximénez, de quien tuvo descendencia en que siguió su casa. Nacido en Pamplona el 4 de enero de 1716 y finado en 1784, era hijo del teniente general Juan Francisco de Armendáriz y Perurena, II marqués de Castelfuerte, caballero de Santiago, natural de Pamplona, y de María Joaquina de Monreal y Ezcay, su mujer, señora de Ezcay y de la casa de Monreal, nacida en Aoiz.

Y contrajo segundas nupcias en la misma iglesia de Madrid el 18 de marzo de 1795 con el teniente general Ignacio de Lancáster y Araciel (1737-1804), inspector general de milicias, caballero de Calatrava, comendador de la Peña de Martos y gran cruz de Carlos III, natural de Madrid, que fue bautizado en San Luis el 1.º de agosto de 1737 y murió sin prole el 2 de marzo de 1804. Era hermano de Agustín de Lancáster y Araciel, duque de Lancáster y capitán general de Cataluña; hijo de Agustín José de Lancáster y Herrera y de Jerónima de Araciel y Guidi, consortes y naturales de Milán, y nieto natural del III duque de Linares, virrey de Nueva España.

Del primer matrimonio tuvo dos hijas que alcanzaran la adultez:
1. María de las Mercedes de Armendáriz y Samaniego, que murió sin posteridad entre 1783 y 1799,[11]
2. y Juana Regis de Armendáriz y Samaniego, que sigue.

VII vizcondesa

En 1799 sucedió su hija

• Juana Regis de Armendáriz y Samaniego (c.1770-1819), VII vizcondesa de la Armería, natural de Madrid, que  hizo información genealógica dos veces para casar con sendos caballeros de hábito y falleció sin prole en la misma villa y corte el 20 de noviembre de 1819, siendo viuda por segunda vez.

Contrajo primeras nupcias en Madrid el 7 de enero de 1792 con Luis de Godoy y Álvarez de Faria (1761-a.1800), natural de Badajoz, teniente general de los Reales Ejércitos, capitán general de Extremadura, caballero de la Orden de Santiago desde 1787. Nacido en Badajoz el 9 de julio de 1761, era hermano del príncipe de la Paz, primer duque de Sueca y de la Alcudia, y del duque de Almodóvar del Campo. Hijo de José de Godoy y Sánchez de los Ríos, natural y regidor perpetuo de Badajoz, gobernador del Consejo de Hacienda y caballero gran cruz de Carlos III, y de María Antonia Álvarez de Faria y Sánchez Zarzosa, dama de la reina María Luisa de Parma, de igual naturaleza.

Y volvió a casar en Madrid, el 31 de marzo de 1801, con Francisco de Paula Gómez de Terán y Negrete (1760-1816), IV marqués de Portago, teniente general de los Reales Ejércitos y caballero de la Orden de Calatrava. Nacido el 13 de abril de 1760 en Madrid, donde murió el 9 de mayo de 1816. Hijo de Francisco de Paula Gómez de Terán y García de la Madrid, II marqués de Portago, caballero del mismo hábito, y de María Ramona de Negrete y Buruaga, naturales de Madrid, y sobrino de Juan Elías Gómez de Terán, capellán de honor de S.M. y obispo de Orihuela. Sin descendencia de ninguno.

VIII vizconde

En 1819 sucedió su tío (hijo del IV vizconde)

• Joaquín Félix Antonio de Samaniego y Urbina (1769-1844), IV marqués de Valverde de la Sierra, V de Monte Real, VII de Caracena del Valle, VII de Tejada de San Llorente y IX de Villabenázar, II conde de Casa Trejo y VIII vizconde de la Armería, señor de numerosas villas y estados y poseedor de varios oficios perpetuos. Fue consejero de Estado, académico de las Reales de Medicina y Ciencias Naturales y de Bellas Artes de San Carlos de Valencia y San Luis de Zaragoza, caballero del Toisón de Oro, gran cruz de Carlos III, maestrante de Valencia y de la Orden Civil Española de San Juan de Jerusalén, gentilhombre de Cámara y mayordomo mayor de los reyes Fernando VII e Isabel II. Natural de Madrid, fue bautizado el 22 de febrero de 1769 en la parroquial de Santiago y murió en la misma corte, feligresía de San Marcos, el 6 de octubre de 1844.

Casó dos veces. La primera por poderes el 26 de febrero de 1790 en la parroquial de San Bartolomé de La Coronada (Badajoz), con Teresa Rita de Godoy Pizarro y Carvajal, X condesa de Torrejón el Rubio y grande de España de primera clase, que fue bautizada en dicha iglesia el 13 de marzo de 1772 y finó en Madrid, feligresía de San Martín, el 30 de marzo de 1808. Era pariente suya por Pizarro: hija de José de Godoy y Morillo, natural de La Coronada, y de Teresa Marina Pizarro de las Casas y Orellana, que lo era de Trujillo, hija de los señores de Alcollarín. Joaquín se cubrió ante S.M. y mantuvo la dignidad de grande, con carácter personal, también durante su segundo matrimonio.

Y contrajo segundas nupcias en Pollensa el 28 de octubre de 1812 con Narcisa María de Asprer y de la Canal, dama de la reina Isabel II y camarera mayor de la reina viuda, que nació el 14 de septiembre de 1790 en Puigcerdá y expiró en Madrid, colación de San Sebastián, el 21 de octubre de 1861. Hija de Antón Francisco de Asprer y de Asprer, natural de San Juan de las Abadesas, y de Antonia de la Canal y de Fontaner, su mujer, que lo era de Puigcerdá.
De la primera nacieron dos hijos, además de algunos que murieron niños:
1. Joaquín de la Cruz de Samaniego Pizarro y Godoy, XI conde de Torrejón y III de Casa Trejo, VI marqués de Monte Real, X de Villabenázar, V de Valverde de la Sierra, VIII de Caracena del Valle y VIII de Tejada de San Llorente, grande de España, coronel de Reales Guardias Españolas, senador vitalicio, gran cruz de Carlos III y gentilhombre de Cámara de S.M. con ejercicio y servidumbre. Natural de Madrid, fue bautizado en la iglesia de Santiago el 14 de septiembre de 1792 y finó en la colación de San Luis el 3 de octubre de 1857. Contrajo matrimonio secreto en Madrid el 8 de mayo de 1839 con María Juana de Lassús y Vallés, marquesa viuda del Puente de la Virgen, dama noble de María Luisa, natural de Cádiz, que fue bautizada en San Antonio el 27 de abril de 1805 y finó en Madrid el 3 de febrero de 1880. Hija de Juan Lassús y Perié, vicecónsul de Francia en Sevilla, natural de Nay en Aquitania, y de Juana de Dios Vallés e Iglesias, nacida en Cádiz. Con sucesión en que siguen todos aquellos títulos.
2. Y María Luisa de Samaniego y Godoy, natural de Madrid, que fue bautizada en la parroquial de Santiago el 23 de diciembre de 1798 y murió soltera e intestada el 22 de mayo de 1860 en la misma villa, feligresía de San Sebastián.

Y de la segunda quedaron al menos:
3. Manuel de Samaniego y Asprer, que sigue,
4. María de la Soledad de Samaniego y Asprer, dama noble de María Luisa, nacida el 20 de diciembre de 1818 y finada el 1.º de abril de 1890. Casó el 20 de mayo de 1842 con José María Ortuño de Ezpeleta y Aguirre Zuazo, III conde de Ezpeleta de Veire y de Triviana, creado grande de España, que nació en Pamplona el 4 de septiembre de 1818 y murió el 8 de junio de 1885, hijo del teniente general José María de Ezpeleta y Enrile, II conde de Ezpeleta de Veire, y de María Amalia del Pilar de Aguirre Zuazo y Acedo, III duquesa de Castro-Terreño, grande de España, marquesa de Montehermoso y condesa de Triviana, del Vado y de Echauz. Con descendencia en que siguen todos estos títulos.
5. Y Mariano de Samaniego y Asprer, jefe de negociado de la Ordenación de Pagos por Obligaciones del Ministerio de Gracia y Justicia,[17] caballero de la Orden de Alcántara[18] y de la Civil Española de San Juan de Jerusalén, que nació en Madrid el 8 de septiembre de 1825 y falleció en 1889. Casó con María Antonia Fernández de Córdoba y Vera de Aragón, nacida el 14 de noviembre de 1821 en Madrid, donde falleció el 29 de junio de 1908. Hija de Francisco de Paula Fernández de Córdoba y Pacheco, XIX conde de la Puebla del Maestre, grande de España, XII marqués de Bacares, VI del Vado del Maestre, y VI de la Torre de las Sirgadas, embajador y senador del Reino, gran cruz de Carlos III, natural de Jerez de los Caballeros, y de María Manuela de Vera de Aragón y Nin de Zatrillas, su mujer, VI marquesa de Peñafuente, de los condes de Requena y duques de Sotomayor, dama noble de María Luisa.

IX vizconde

En 1832 sucedió por cesión su hijo segundón

• Manuel de Samaniego y Asprer (1813-1853), IX vizconde de la Armería, diplomático agregado a las embajadas de S.M.C. en Londres y París, caballero de la Orden de Calatrava y de la Civil Española de San Juan de Jerusalén. Nació el 5 de septiembre de 1813 en Madrid, donde murió el 21 de agosto de 1853.

Casó en la parroquia madrileña de San Sebastián el 26 de marzo de 1832, siendo ambos muy jóvenes, con Carlota de Pando y Moñino (Carolina, 1815-1890), III marquesa de Miraflores y VI de Casa Pontejos, grande de España, dama de la reina Isabel II y de la Orden de María Luisa, presidenta de la Asociación de Beneficencia Domiciliaria y de la Inclusa y Colegio de la Paz, vicepresidenta de la junta de patronos del Hospital de Nuestra Señora del Carmen. Nació esta señora en Madrid el 31 de julio de 1815, fue bautizada en dicha iglesia y murió el 28 de diciembre de 1890. Era hija de Manuel María de Pando y Fernández de Pinedo, II marqués de Miraflores, IV conde de Villapaterna, grande de España, presidente del Consejo de Ministros y del Senado, ministro de Estado, embajador de S.M.C. en París y Londres y ante la Santa Sede, jefe superior de Palacio, caballero del Toisón de Oro, gran cruz de Carlos III, de la Legión de Honor francesa y de la Orden de Cristo portuguesa, maestrante de Valencia, académico de la Historia, y de María Vicenta Moñino y Pontejos, V marquesa de Casa Pontejos, II condesa de Floridablanca y IX de la Ventosa, grande de España, presidenta de la Junta de Damas de Honor y Mérito de Madrid y también dama de la reina Isabel II y de la Orden de María Luisa. Fueron padres de
1. Honorio de Samaniego y Pando, que sigue, y de
2. Genoveva Narcisa de Samaniego y Pando, V marquesa de Miraflores y VII de Casa Pontejos, X condesa de la Ventosa, dos veces grande de España,[25] dama de las reinas María Cristina y Victoria Eugenia[26] y de la Orden de María Luisa,[27] presidenta de la Junta de Damas de Honor y Mérito de Madrid. Nació en París —donde el marqués de Miraflores, su abuelo materno, era embajador ante el rey Luis Felipe—, fue bautizada en la parroquial de San Felipe de Roule el 3 de enero de 1841, y falleció el 21 de enero de 1926. Casó con real licencia[28] en Madrid el 2 de julio de 1866, en la parroquial de San Sebastián, con Alonso Tomás Álvarez de Toledo y Silva, X marqués de Martorell, coronel de Infantería, maestrante de Sevilla, natural de Nápoles, que fue bautizado en Santa María de las Nieves el 25 de junio de 1835 y expiró en Madrid el 11 de julio de 1895. Hijo segundo de Pedro de Alcántara Álvarez de Toledo y Palafox, XVII duque de Medina Sidonia, XI de Fernandina, XIII marqués de Villafranca del Bierzo, XIII de los Vélez, XV de Cazaza en África, XII de Molina, IX de Martorell y VIII de Villanueva de Valdueza, XXV conde de Niebla, cuatro veces grande de España, que fue embajador en San Petersburgo del rey carlista Carlos V, y después —pasado al servicio de Isabel II— senador del Reino, ministro de Marina, gentilhombre y caballerizo mayor de la reina, gran cruz de Carlos III y teniente hermano mayor de la Real Maestranza de Sevilla, y de María del Pilar de Silva y Téllez Girón, su mujer, de los marqueses de Santa Cruz. Tuvieron cinco hijos, todos varones:
  1. Pedro de Alcántara Álvarez de Toledo y Samaniego, primogénito, XI marqués de Martorell, coronel de Caballería de Húsares de la Princesa, caballero de Calatrava,[29] gentilhombre de Cámara de Alfonso XIII con ejercicio y servidumbre, que nació en Murcia el 27 de octubre de 1867 y falleció el 17 de enero de 1925.[30] Fue un destacado jinete y criador de caballos, fundador de la Real Sociedad Hípica Española,[31] secretario de la Sociedad de Fomento de la Cría Caballar de España[32] y jefe del equipo español de equitación en las Olimpiadas de París (1924).[33] La cuadra que poseía —en asociación con Valentín Menéndez y San Juan, conde de la Cimera— ganó los más importantes premios hípicos en el primer cuarto del siglo XX.[34] Casó tardíamente en Madrid el 25 de mayo de 1922 con María del Pilar Caro y Széchenyi, en terceras nupcias de ella. Era dama de la reina Victoria Eugenia, de la Orden de María Luisa y de la Junta de Damas de Honor y Mérito de Madrid;[35] había estado antes casada con José María Guillamas y Piñeyro, X marqués de San Felices de Aragón, y con Carlos Martínez de Irujo y del Alcázar, IX duque de Sotomayor, y tenía prole de ambos, pero no la hubo de este matrimonio. Nacida en Palma de Mallorca el 26 de febrero de 1864 y finada en Madrid el 28 de diciembre de 1931, era hija de Pedro Caro y Álvarez de Toledo, V marqués de la Romana, grande de España, y de Isabel Széchenyi y Zichy, de noble ascendencia húngara. El marqués de Martorell murió sin descendencia antes que su madre.
  2. Manuel Álvarez de Toledo y Samaniego, VI marqués de Miraflores y VIII de Casa Pontejos, dos veces grande de España, VI conde de Villapaterna, licenciado in utroque jure,[36] diplomático de carrera, consejero de Estado,[37] presidente de la Cruz Roja Española,[38] secretario de la Diputación Permanente de la Grandeza de España,[39] consejero de la Caja de Ahorros y Monte de Piedad de Madrid,[40] caballero gran cruz de Isabel la Católica[41] y maestrante de Sevilla, gentilhombre de Cámara del rey Alfonso XIII con ejercicio y servidumbre, jefe de la Casa de los infantes Doña María Teresa y Don Fernando. Nació en París el 19 de noviembre de 1868 y falleció en San Sebastián (Guipúzcoa) el 29 de julio de 1932, a los 63 de edad.[42] Casó dos veces: la primera en Pamplona, el 26 de febrero de 1896, con María de la Blanca Mencos y Rebolledo de Palafox, X condesa de Eril y XI de los Arcos, XV marquesa de Navarrés y X de San Felices de Aragón, dos veces grande de España. Nacida el 19 de octubre de 1873, era medio hermana de la mujer de José María, e hija de Joaquín María de Mencos y Ezpeleta, IX conde de Guenduláin y del Vado, marqués de la Real Defensa y barón de Bigüezal, grande de España, caballero de la Orden de Malta, collar de la de Carlos III y maestrante de Zaragoza, académico de la Real de San Fernando, senador por derecho propio, gentilhombre de Cámara de S.M. con ejercicio y servidumbre, y de María del Pilar Rebolledo de Palafox y Guzmán, su primera mujer, de los condes de los Arcos. Y contrajo segundas nupcias en 1918 con una prima carnal de la anterior: María del Rosario Mencos y Sanjuán, marquesa viuda del Valle de la Reina, dama de la reina Victoria Eugenia[43] y de la Junta de Damas de Honor y Mérito de Madrid.[44] Esta señora falleció en Burgos el 24 de octubre de 1934, siendo viuda por segunda vez, y fue enterrada en Hernani. Era hija de Alberto de Mencos y Ezpeleta, VII conde del Fresno de la Fuente, maestrante de Sevilla, hermano del IX conde de Guenduláin, y de María de los Ángeles de Sanjuán y Garvey, de los marqueses de San Juan. El marqués de Miraflores tuvo descendencia del primer matrimonio, en que sigue la casa.
  3. Ildefonso o Alonso Álvarez de Toledo y Samaniego, X marqués de Villanueva de Valdueza, caballero de Calatrava,[45] primer montero del rey Alfonso XIII,[46] natural de Madrid, que fue bautizado en San Sebastián el 18 de mayo de 1870 y murió asesinado en Paracuellos de Jarama en noviembre de 1936 (junto con su hijo el vizconde de la Armería y su sobrino el marqués de Navarrés). Casó con María de la Paz Cabeza de Vaca y Fernández de Córdoba, presidenta de la Junta de Damas de Honor y Mérito de Madrid,[47] natural de esta villa y bautizada en San José el 30 de diciembre de 1872, hija de Mariano Cabeza de Vaca y Morales, V marqués de Portago, grande de España, IX conde de Catres, y de Francisca de Borja Fernández de Córdoba y Bernaldo de Quirós, de los condes de Sástago. Padres de
    1. Mariano Álvarez de Toledo y Cabeza de Vaca, de quien se tratará más abajo pues fue XI vizconde de la Armería,
    2. y Alonso Álvarez de Toledo y Cabeza de Vaca, que seguirá después de Mariano.

  4. Honorio Álvarez de Toledo y Samaniego, nacido en 1873.
  5. Y José María Álvarez de Toledo y Samaniego, XI conde de la Ventosa, general de Caballería,[48] grandes cruces de San Hermenegildo y del Mérito Militar, que nació el 17 de mayo de 1881 en Madrid, donde finó el 30 de agosto de 1950. Notable fotógrafo aficionado, presidente de la Real Sociedad Fotográfica de Madrid.[49] Casó dos veces: primera en Madrid el 19 de marzo de 1912 con María del Pilar Frígola y Muguiro, sin sucesión, hija de Carlos Frígola y Palavicino, barón del Castillo de Chirel, y de María del Patrocinio de Muguiro y Finat, de los condes de Muguiro. Y segunda vez casó el 5 de mayo de 1916 con María de las Mercedes Mencos y Bernaldo de Quirós, también de la Junta de Damas de Honor y Mérito,[50] nacida en Pamplona el 30 de abril de 1885, hija de Joaquín María de Mencos y Ezpeleta, IX conde de Guenduláin, grande de España, y de María de la Fuencisla Bernaldo de Quirós y Muñoz, su segunda mujer, I marquesa de Eslava, también con grandeza. De la segunda tuvo descendencia en que sigue el condado de la Ventosa.

X vizconde

En 1856 sucedió su hijo

• Honorio de Samaniego y Pando (1833-1917), IV marqués de Miraflores, V conde de Villapaterna, X vizconde de la Armería, grande de España, diputado a Cortes, senador por derecho propio, caballero del Toisón de Oro, grandes cruces de Carlos III e Isabel la Católica, y maestrante de Valencia, primer montero del rey Alfonso XIII y su gentilhombre de Cámara con ejercicio y servidumbre. Nació en su palacio madrileño el 5 de septiembre de 1833 y fue bautizado el 8 en la parroquial de San Sebastián.

Casó en Madrid, San Martín, el 1.º de marzo de 1862, con Filomena Fernández de Henestrosa y Santisteban, dama de las reinas Mercedes, María Cristina y Victoria Eugenia, y de la Orden de María Luisa, secretaria de la Junta de Damas de Honor y Mérito de Madrid y vicepresidenta de la Junta de Patronos del Colegio de la Unión de Aranjuez, hija de Diego Fernández de Henestrosa y Montenegro, natural de Fuente Obejuna, y de María de los Dolores de Santisteban y Horcasitas, VII marquesa de Villadarias y IV de la Vera, VIII condesa de Moriana del Río, grande de España, VIII princesa de Santo Mauro (título de Nápoles).

Honorio de Samaniego falleció sin descendencia el 20 de abril de 1917, y en el marquesado de Miraflores le sucedió su hermana Genoveva; el condado de Villapaterna pasó a su sobrino Manuel Álvarez de Toledo y Samaniego, hijo de Genoveva, y el vizcondado de la Armería a su sobrino nieto Mariano Álvarez de Toledo y Cabeza de Vaca, nieto de Genoveva, hijo del marqués de Valdueza.

XI vizconde

En 1920 sucedió su sobrino nieto

• Mariano Álvarez de Toledo y Cabeza de Vaca (1899-1936), XI vizconde de la Armería. Arriba filiado como nieto del IX vizconde: hijo primogénito del X marqués de Valdueza. Nació en Madrid el 24 de noviembre de 1899 y murió asesinado junto con su padre el 8 de noviembre de 1936 en el Soto de Aldovea, municipio de San Fernando de Henares pero más cerca de Torrejón de Ardoz, como parte de las Matanzas de Paracuellos.

XII vizconde

Por acuerdo de la Diputación de la Grandeza de 1945, decreto de convalidación de 4 de enero de 1951 y carta del generalísimo Franco del mismo año, sucedió su hermano

• Alonso Álvarez de Toledo y Cabeza de Vaca (1903-1987), XI marqués de Villanueva de Valdueza, XII vizconde de la Armería, que nació el 1.º de octubre de 1903 en Madrid, donde murió el 28 de agosto de 1987.

Casó con María del Pilar Urquijo y Landecho, nacida el 29 de septiembre de 1907 en Madrid, donde finó el 26 de febrero de 2005, y enterrada en Ávila. Hija de Estanislao de Urquijo y Ussía, III marqués de Urquijo y I de Bolarque, grande de España, diputado a Cortes y senador, vicepresidente del Banco Urquijo, gran cruz de Isabel la Católica, oficial de la Legión de Honor, y de María del Pilar de Landecho y Allendesalazar, su mujer; nieta de Juan Manuel de Urquijo y Urrutia, II marqués de Urquijo, diputado a Cortes, senador vitalicio y collar de Carlos III, y de María de los Dolores de Ussía y Aldama (hermana del primer marqués de Aldama), y materna de Luis de Landecho y Jordán de Urríes y de Isabel Allendesalazar y Muñoz de Salazar, de los condes de Montefuerte. Fueron padres de:
1. María Álvarez de Toledo y Urquijo, que casó con Manuel Pérez-Seoane y Fernández-Villaverde, V conde de Velle, hijo primogénito de Carlos Pérez-Seoane y Cullen, a quien premurió, III duque de Pinohermoso, conde de Villaleal y de Velle, gentilhombre de Cámara del rey Alfonso XIII con ejercicio y servidumbre, y de María del Carmen Fernández-Villaverde y Roca de Togores, su mujer y tía 3.ª, de los marqueses de Pozo Rubio. Con posteridad.
2. Sonsoles Álvarez de Toledo y Urquijo, nacida en Llodio el 14 de septiembre de 1932, que fue una de las fundadoras de la Asociación de Víctimas del Terrorismo y su presidente desde 1999 hasta 2003. Casó en Madrid el 24 de marzo de 1956 con Alfonso Queipo de Llano y Acuña, XIII vizconde de Valoria, teniente coronel de Caballería y profesor de equitación en la Academia de Valladolid, hijo de Francisco Queipo de Llano y Álvarez de las Asturias-Bohorques, X conde de Toreno, grande de España, maestrante de Granada, y de María de la Purificacíon de Acuña y Gómez de la Torre.[65] Destacado jinete, el vizconde de Valoria fue campeón de España de Salto en 1962 y participó en los Juegos Olímpicos de Tokio de 1964.[66]  Murió en Zaragoza el 12 de julio de 1979 en el incendio del hotel Corona de Aragón, donde se hallaba con su mujer para asistir a la entrega de despachos en la Academia General Militar. Ella también resultó herida en este atentado, atribuido a la banda terrorista ETA pero nunca reconocido como tal.[67] Con posteridad.
3. Isabel Álvarez de Toledo y Urquijo, nacida en 1934. Casó con Mauricio Álvarez de las Asturias Bohorques y Silva, VI duque de Gor, II vizconde de Caparacena, grande de España, hijo de Mauricio Álvarez de las Asturias Bohorques y Goyeneche, V duque de Gor, XI conde de Canillas de los Torneros de Enríquez, y de Beatriz de Silva y Mitjans, su mujer, de los duques de Híjar. Con sucesión.
4. Alonso Álvarez de Toledo y Urquijo, que sigue.
5. Y Teresa Álvarez de Toledo y Urquijo, que casó en Madrid, San Agustín, el 10 de marzo de 1962, con el abogado y político centrista Joaquín Muñoz Peirats, diputado a Cortes por Valencia en la Transición, miembro de la Asamblea Parlamentaria del Consejo de Europa y del Consejo Privado del Conde de Barcelona (que fue su padrino de boda).[68] Nacido en Valencia el 9 de diciembre de 1931, falleció el 8 de septiembre de 1987 en Conakri, Guinea, y fue enterrado en su ciudad natal. Hijo de Joaquín Muñoz Rodrigo y de Manuela Peirats Almela. Tuvieron tres hijos.[69]

XIII vizconde

Por cesión, Orden publicada en el BOE del 7 de noviembre de 1963 y carta del 17 de abril de 1964, sucedió su hijo primogénito

• Alonso Álvarez de Toledo y Urquijo (n. 1939), XII y actual marqués de Villanueva de Valdueza, que fue XIII vizconde de la Armería hasta 2000 (cuando lo cedió a su hijo Fadrique, el actual poseedor).

Heredó de su padre el predio del Pinar de Miraflores, a las afueras de la ciudad de Ávila. Esta casa almenada renacentista, que dio denominación al marquesado de Miraflores, fue edificada en el siglo XVI por su antepasado Sancho Dávila y Daza, el Rayo de la Guerra. El marqués posee también campo en Extremadura, al que se dedica como empresario agrícola. Es presidente de la Asociación española de ganaderos de vacuno raza Avileña-Negra ibérica, y comercializa vino, aceite y miel bajo la marca «Marqués de Valdueza».

Está casado con Isabel Argüelles y Salaverría, hija del diplomático y financiero Santiago Argüelles y Armada (Jaime), embajador de España en Washington, presidente de La Unión y el Fénix Español y vicepresidente del Banesto, gran cruz de Carlos III, y de la easonense Margarita Salaverría y Galarraga, su mujer y también diplomática, ministra plenipotenciaria de España, banda de Isabel la Católica; nieta de Manuel de Argüelles y Argüelles, ministro de Hacienda y de Fomento en el reinado de Alfonso XIII, consejero de Estado y también vicepresidente del Banco Español de Crédito, caballero de Calatrava y gran cruz de Isabel la Católica, y de Josefa Armada y de los Ríos-Enríquez, su primera mujer, de los condes de Revillagigedo, y materna del escritor José María Salaverría e Ipenza y de Amalia Galarraga y Azcarrunz. Tienen tres hijos:
1. Sonsoles Álvarez de Toledo y Argüelles, casada con José Ignacio Benjumea y Díez, hijo de Juan Benjumea y Fernández de Angulo, oficial de Infantería, caballero maestrante de Ronda, y de María Teresa Díez Serra. Padres de
  1. Ignacio Benjumea y Álvarez de Toledo y de
  2. Teresa Benjumea y Álvarez de Toledo.
2. Fadrique Álvarez de Toledo y Argüelles, que sigue,
3. y Pedro Álvarez de Toledo y Argüelles.

XIV vizconde

En 2000 cedió el vizcondado a su hijo primogénito, que sucedió por Orden publicada en el BOE del 28 de abril de dicho año y real carta del 10 de mayo siguiente:

• Fadrique Álvarez de Toledo y Argüelles, XIV y actual vizconde de la Armería, abogado, nacido el 4 de octubre de 1968.